# Герби Руска
Герби Руска (енгл. Guerby Ruuska; Порт о Пренс, 12. новембар 1995) хаићански је пливач чија ужа специјалност су спринтерске трке слободним стилом. 
Дипломирао је енглески језик и књижевност на Универзитету Манчестера у Норт Манчестеру у Индијани (Сједињене Државе). Ради и као тренер за млађе пливачке категорије, те као спортски новинар.  

## Спортска каријера
Герби је рођен у једном сиротишту у Порт о Пренсу, главном граду Хаитија, а одмах по рођењу усвојила га је породица Руска, Ерик и Елизабет, са којима је одрастао у Сједињеним Државама. Пливање је почео да тренира још као дечак, а са такмичарским пливањем започиње током студија на Универзитету Манчестера у Норт Манчестеру у Индијани. По окончању студија започиње и са тренерским послом, а бави се и спортским новинарством.
Руска је током 2019. захваљујући свом пореклу добио држављанство Хаитија и тиме стекао право да се такмичи за ту земљу на међународној пливачкој сцени. Међународни пливачки деби је имао на Светском првенству увеликим базенима у корејском Квангџуу 2019. где је пливао у квалификационим тркама на 50 и 100 метара слободним стилом. Руска је трку на 50 слободно завршио на 113. месту са временом 27,11 секунди, док је у трци на 100 слободно испливао време од скромних 1:01,04 минута што је било довољно тек за 114. место у конкуренцији 120 пливача.  